# われらG党
われらG党（われら・ジーとう）は、日テレG+で2011年3月25日から2012年3月30日まで放送した読売ジャイアンツ情報番組である。

## 概要
- 日テレG+では、日本テレビ放送網が製作する「Dramatic Game 1844」を初めとした巨人関連の番組を数多く放送しているが、この番組は巨人軍の親会社である読売新聞東京本社映像部が製作したスピンオフ（派生）番組で、2010年度まで放送した「ジャイアンツ広場」に代わるものでもある。
- 番組では、「G党の、G党による、G党のためのジャイアンツバラエティー番組」を目指しており、当日の読売ジャイアンツのゲーム速報のほか、数多くのミニコーナー（5分から長いもので30分）をオムニバス形式で多数取り揃える。

### 放送時間
- 日テレG+
原則として月曜を除いた毎日（開始当初は火曜～金曜だったが、2011年10月1日以後月曜を除いて毎夜の放送となった）22:00-23:00（但し日によって短縮になる場合がある他、巨人主管試合などの中継がある日にナイターが延長となった場合は時間が延期される場合がある）

## 主なコーナー
- 「Gトピックス」　2010年まで放送された「ジャイアンツ広場」の事実上の後継となるコーナーで、試合の速報・ハイライトはもちろん、巨人軍からの告知を藤原奈々が紹介する
- 「あしたのG」　巨人軍での活躍が期待される若手の有望株の選手にスポットをあて、インタビューや練習風景を紹介する（主に火曜日）フジテレビジョン制作の競馬展望番組『あしたのG』との関係はない。
- 「なるほど!野Q塾」　野球にまつわる様々なルールや疑問に答えつつ、巨人軍が野球普及活動の一環として実施する「ジャイアンツベースボールアカデミー」での授業の模様を紹介する（主に水曜日）
- 「トークon（闘魂）ジャイアンツ!」　巨人軍OBを毎回スタジオに招き、巨人軍在籍時の栄光や苦悩をありのままに語る（主に木曜日）
- 「Gスペ」　巨人軍の選手や裏方、またそれを支える応援団やファンの姿に密着したドキュメンタリー（主に金曜日）
- 「Gヒストリー」　日本プロ野球最古のチームである巨人軍の75年余の歴史の中から、毎回ある1つのキーワードからエピソードを探っていく。このコーナーのパーソナリティーは務台達之（読売新聞元スポーツ記者。スポーツライター）
- 「G愛グッズ」　巨人軍グッズの新商品紹介
- 「野球殿堂」　東京ドームに併設された財団法人野球体育博物館(現・公益財団法人野球殿堂博物館)には、野球殿堂表彰を受けた数多くの選手の実際に使用した野球用具や数多くの資料が展示されている。その収蔵資料の紹介や野球殿堂博物館の最新情報を届ける
- 「探検!発見!東京ドームシティー」　東京ドーム周辺の遊園地・レジャー施設ゾーン「東京ドームシティー」の紹介。野球観戦だけでなく様々なアトラクションを楽しむことが出来る東京ドームシティーの魅力を取り上げる

一部のコーナーは単独番組として放送されるものがあった。
なお、ゾーン解消後も「なるほど野Q塾」は「ジャイアンツ野Q塾」に、「あしたのG」は「月間あしたのG～イースタンセレクション～」にそれぞれ改題のうえで継続（以上2番組の著作権は日本テレビに委譲しているが、当番組を制作した読売映像が引き続き番組制作を主導する）。